# Paul Rothchild

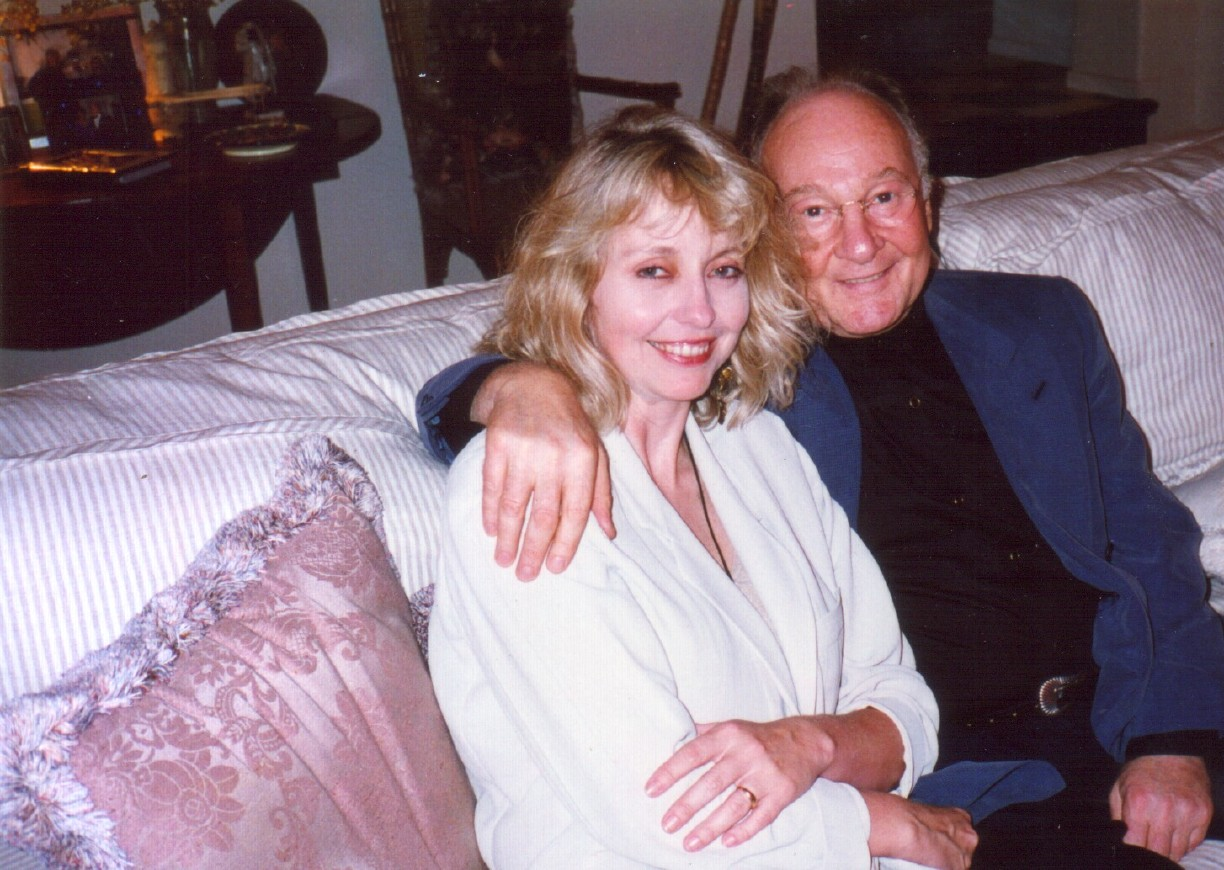
Rothchild met zangeres Conrad Reeder in 1994

Paul Rothchild (Brooklyn, New York, 18 april 1935 – Los Angeles, 30 maart 1995) was een bekende platenproducer in de jaren 60.
Hij is vooral bekend geworden als producer van The Doors en werd wel "de vijfde Door" genoemd. Hij werkte echter ook met Janis Joplin. Zo produceerde hij de LP Pearl met de Fult-Tilt Boogie Band waarin Joplin destijds zangeres was. Ook produceerde hij albums van The Paul Butterfield Band en Love.
Later werkte hij nog met Bonnie Raitt en produceerde hij de filmmuziek voor The Rose van Mark Rydell  en The Doors van Oliver Stone.
Hij overleed in Los Angeles aan longkanker.
Jim Morrison · Robby Krieger · Ray Manzarek · John Densmore